# Čoka
Čoka (Servisch: Чока; Hongaars: Csóka) is een gemeente in het Servische district Noord-Banaat.
Čoka telt 13.832 inwoners (2002). De oppervlakte bedraagt 321 km², de bevolkingsdichtheid is 43,1 inwoners per km². De meerderheid van de inwoners bestaat uit leden van de Hongaarse minderheid in Servië.

## Plaatsen in de gemeente
Naast de hoofdplaats Čoka omvat de gemeente de volgende plaatsen (Hongaarse namen tussen haakjes) en hun bevolking in 2002:
- Banatski Monoštor (Kanizsamonostor) 135 inwoners, 128 Hongaren (94,81%)
- Čoka (Csóka) 4.707 inwoners, 2.703 Hongaren (57,42%)
- Crna Bara (Feketetó) 568 inwoners, 267 Hongaren (47%)
- Jazovo (Hódegyháza) 978 inwoners (832 Hongaren, 85,07%)
- Ostojićevo (Tiszaszentmiklós) 2.844 inwoners, 754 Hongaren (26,51%)
- Padej (Padé) 2.892 inwoners (1.920 Hongaren 66,62%)
- Sanad (Szanád) 1.314 inwoners. 157 Hongaren (11,94%)
- Vrbica (Egyházaskér) 404 inwoners, 372 Hongaren (92,07%)